# Ülejõe (Märjamaa)
Pour les articles homonymes, voir Ülejõe.
Ülejõe est un village estonien située sur la commune de Märjamaa dans le comté de Rapla.